# Otto Probst
Otto Urban Probst (* 29. Dezember 1911 in Wien; † 22. Dezember 1978 ebenda) war ein österreichischer Politiker (SPÖ).

## Leben

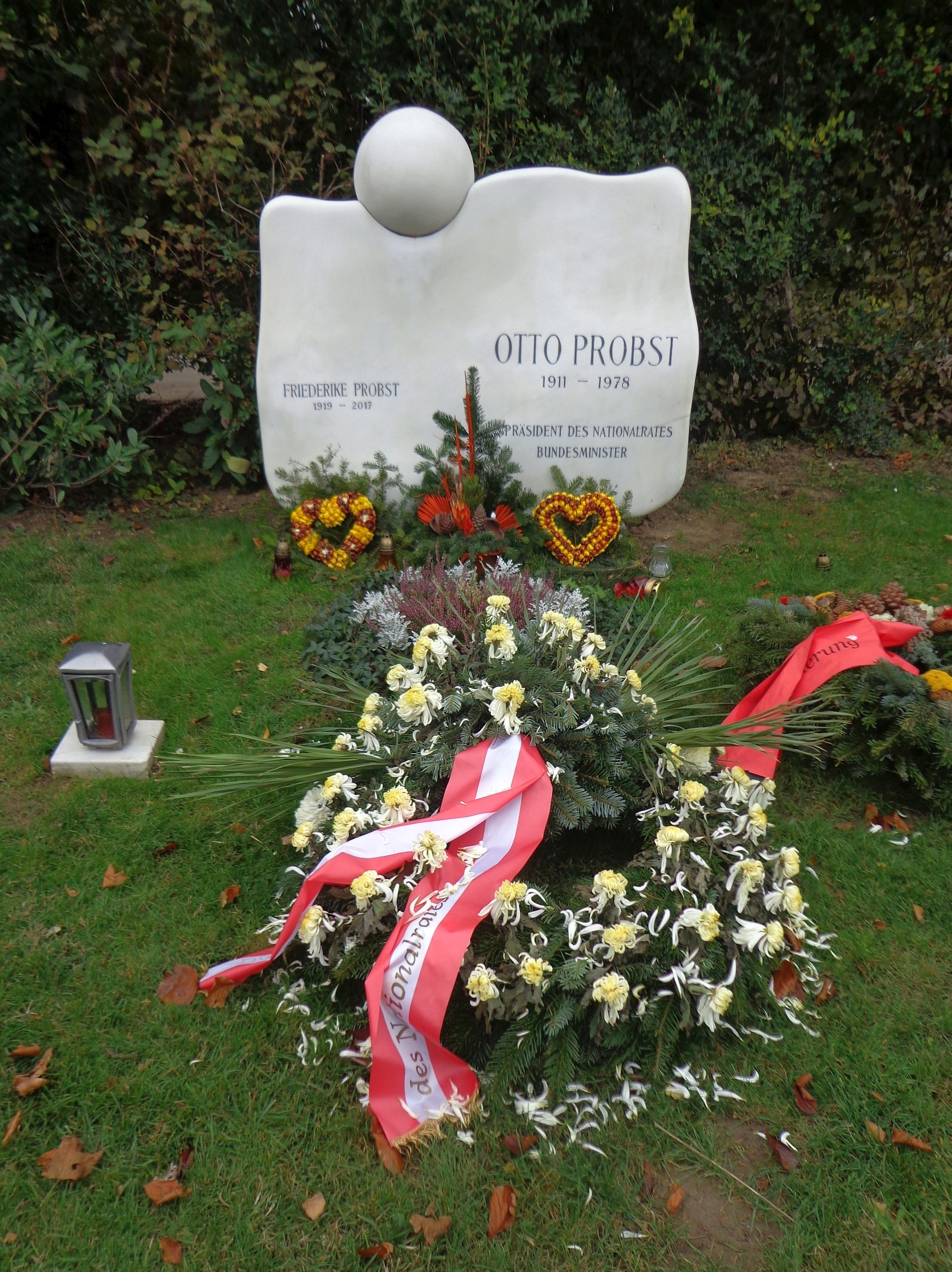
Ehrengrab auf dem Wiener Zentralfriedhof

Von 1926 bis 1930 besuchte Probst die Gewerbeschule. Von 1932 bis 1934 war er Mitarbeiter in der Jugendschutzstelle der Arbeiterkammer in Wien bei der Fürsorgeaktion Jugend in Not und Jugend am Werk, dann arbeitslos. Der gelernte Lithograph war zwischen 1934 und 1938 Mitglied bei den illegalen Revolutionären Sozialisten. In dieser Diktaturzeit wurde er zweimal wegen politischer Belange inhaftiert.
Nach dem „Anschluss Österreichs“ an Hitler-Deutschland war Probst von 1938 bis 1939 als Elektroschweißer tätig, dann von 1939 bis 1943 im KZ Buchenwald interniert. Anschließend war er bis zum Kriegsende in einer Strafkompanie der Wehrmacht an der Ostfront.
Von 1946 bis 1970 war er Zentralsekretär der SPÖ, von 1970 bis 1974 Obmann der SPÖ Wien. Weiters war er langjähriger Obmann der Bezirksorganisation Favoriten (10. Bezirk), der stärksten der SPÖ in Wien. Probst wurde deshalb in Medien halb scherzhaft als Kaiser von Favoriten bezeichnet.
Vom Beginn der Zweiten Republik (Nationalratswahl am 25. November 1945) bis zu seinem Tod im Jahr 1978 war Probst in den zehn Gesetzgebungsperioden 5 bis 14 Abgeordneter zum Nationalrat.
Von 27. März 1963 bis zum Ende der Großen Koalition am 19. April 1966 war Probst in der Bundesregierung Gorbach II und der Bundesregierung Klaus I Bundesminister für Verkehr und Elektrizitätswirtschaft. In seine Amtszeit fiel die Auseinandersetzung um eine Schiffstaufe in Fußach am Bodensee.
Von 1970 an bekleidete er in drei Gesetzgebungsperioden das Amt des Dritten Nationalratspräsidenten. Probst verstarb im Dezember 1978 in seinem Arbeitszimmer im Parlament und wurde in einem Ehrengrab auf dem Wiener Zentralfriedhof (Gruppe 14 C, Nummer 36) beigesetzt.
Im Jahr 1987 wurden in Wien-Favoriten (10. Bezirk) die Otto-Probst-Straße und 1989 der Otto-Probst-Platz nach ihm benannt.

## Auszeichnungen
- Großes Silbernes Ehrenzeichen für Verdienste um die Republik Österreich[1]
- Kommandeur des Ordens für Verdienste um das Postwesen (Frankreich)[1]
- Großkreuz des Liberianischen Stern von Afrika[1]
- Ehrenzeichen für Verdienste um die Befreiung Österreichs (1977)[2]